# Benedetto Brin (1938)
«Бенедетто Брін» (італ. Benedetto Brin) — військовий корабель, підводний човен головний у своєму типі Королівських ВМС Італії за часів Другої світової війни.
«Бенедетто Брін» був закладений 3 грудня 1936 року на верфі компанії Cantieri navali Tosi di Taranto у Таранто. 3 квітня 1938 року він був спущений на воду, а 18 квітня 1939 року увійшов до складу Королівських ВМС Італії.

## Історія служби
У червні 1940 року, на момент оголошення Італією війни союзникам, «Брін» був єдиним кораблем 42-ї ескадри підводного флоту Королівського флоту Італії. З кінця 1940 року човен під командуванням капітана Луїджі Лонганесі-Каттані, був одним з декількох італійських підводних човнів, що діяли в Атлантиці, базуючись у Бордо (BETASOM) під німецьким командуванням. Зранку 18 грудня 1940 року «Брін» був атакований торпедами й артилерійським вогнем британського підводного човна «Тюна» в Біскайській затоці, приблизно в 55 морських милях (102 км) на схід від естуарію Жиронди. Італійський човен не був пошкоджений і врятувався.
Перебуваючи на базі в Бордо, «Брін» здійснив п'ять бойових виходів, сумарно потопивши судноплавних суден понад 7200 тонн. Так, 13 червня 1941 року човен здійснив три торпедні атаки на конвой SL 75, потопивши два судна, грецьке «Еріні Кіріакідес» (3 771 тонна) та британське «Дюрджури» (3 460 тонн).
У серпні 1942 року «Брін» діяв проти союзного конвою на Мальту «П'єдестал». Під час змагання він збив літаючий човен Short Sunderland.
На момент капітуляції Італії «Брін» був у складі сил, які здалися союзникам у 1943 році. Згодом підводний човен був використаний для навчальних операцій в Індійському океані до кінця війни.